# Ómerszámlálás
Szfirát háomer, héberül: ספירת העומר (röviden: szfirá, szefira, „számlálás”).
Az ókori Izraelben pészah (héber írással: פֶּסַח, húsvét, görögül: πάσχα) második napján kezdődött az árpa aratása, ezen a napon kezdték el az ómerszámlálást, mely a hetek ünnepén, sávuótkor (héber írással: שָׁבוּעוֹת = hetek, keresztény megfelelője a pünkösd, (görögül: Πεντηκόστη) ért véget (ekkor ettek először új kenyeret).

## Az ómerszámlálás módja és célja

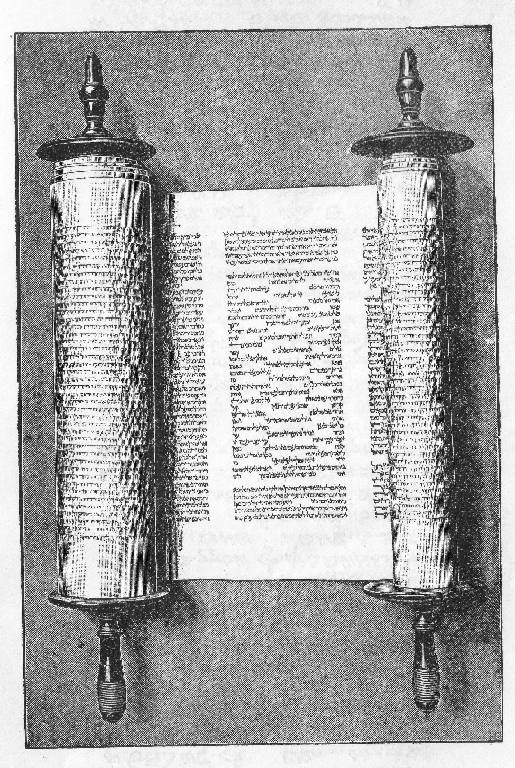
A Tóra – az ómerszámlálás végén elkövetkező sávuotkor ünnepli Izrael népe, hogy megkapta Istentől

A számolással összekötik a politikai szabadulás ünnepét (pészah) a szellemi, lelki szabadulás ünnepével (sávuot), melyen a Tóra átvételét és egyben Isten megnyilatkozását ünneplik.
Úgy számolják a napokat (és heteket), hogy naponta egy-egy kalászt félretesznek, s ha hét kalász összegyűlik, kévébe (héberül: ómer) fonják őket. Amikor a hét kéve összegyűlt, a következő (az ötvenedik) napon tartják az új kenyér ünnepét (héber nyelven: sávuot – שבועות, jelentés: hetek ünnepe), melyet a mai kereszténység pünkösd (görög nyelven: pentékoszté – πεντηκόστη) néven tart meg.
A számlálás egy esti áldás formájában valósul meg.
„Áldott vagy Te, Örökkévaló Istenünk, a Világ Ura, ki megszentelt minket parancsolataival, s meghagyta nekünk az omer számlálását!”
Az áldás után megemlítik a számolt napok számát (és ugyanezt hetekkel).
Az elfelejtett számolás másnap pótolható, ám ilyenkor az áldást nem szabad mondani, hosszabb idejű kihagyás esetén a számolást áldásmondás nélkül kell végig elvégezni. Arra a kérdésre, hogy hányadik napja van az ómernek, nem válaszolnak egyenesen a zsidók, általában az előző nap számát közlik, mert a számot csak az áldás után mondhatják ki.
Pénteken este a zsinagógában a kidus után kell az ómert számolni, szombaton pedig a hávdálá előtt, mivel pénteken este igyekeznek minél előbb megszentelni a szombatot, és szombaton minél későbbre halasztani a búcsút.

## A gyász napjai
Az ómerszámlálás idején pestis pusztított Ákivá rabbi tanítványai között. A járvány huszonnégyezer áldozatára gyásszal emlékeznek. Ilyenkor nem tartanak esküvőt, nem vágatnak hajat, tilos a tánc és a zene.
A gyász Lág baómerkor ér véget. Az egyes zsidó irányzatok eltérő harminchárom napot jelölnek meg a gyász idejének, mert a bölcsek különböző időpontokat állapítottak meg.

## Lásd még
- Húsvét
- Pünkösd
- Sávuót